# Đồng Văn Lâm
Đồng Văn Lâm (1961-2022) là một chính khách Việt Nam. Ông nguyên là Phó Bí thư Tỉnh ủy, Chủ tịch Ủy ban nhân dân tỉnh Trà Vinh, Đại biểu Quốc hội. Ông có bằng Cử nhân Kinh tế.

## Tiểu sử
Ông sinh 15 tháng 7 năm 1961, quê ở xã Hưng Mỹ, huyện Châu Thành, tỉnh Trà Vinh, cha là Đồng văn Ánh, cán bộ tập kết. Cha mẹ ông có 6 người con, gồm 4 nam và 2 nữ, ông là con trai thứ 2. 
- Năm 1976 gia đình di chuyển vào Nam ở tại phường 1, Trà Vinh (gần đường Hàng Me).
- Năm 1978 ông học tại trường cấp 3 Trà Vinh.
- Năm 1979 - 1982, ông đi nghĩa vụ quân sự. Trong những năm sau đó, ông lần lượt giữ các chức vụ trong chính quyền Quân khu 9 như: Tiểu đội trưởng huấn luyện rồi làm Trung đội trưởng trong thời gian từ năm 1981 – 1982.
- Sau khi giữ các chức vụ trên thì vào năm 1982 – 1984: Ông là Đảng viên kiêm trợ lý, phong hàm Thượng sỹ của chính trị tiểu đoàn Quân khu 9.
- Từ tháng 03 đến tháng 07 năm 1984, là học viên sĩ quan dự bị tại trường Quân chính Quân khu.
- Từ tháng 08/1984 đến tháng 4/1986, Xuất ngũ, chuyển ngành về Xí nghiệp Khai thác hải sản Cửu Long, chức vụ Phó Trưởng phòng Hành chính - Tổ chức.
- Từ tháng 5/1986 đến tháng 12/1989: Trưởng phòng Hành chính Sở Thủy sản Cửu Long.
- Từ tháng 12/1989 đến tháng 10/1991: Phó Phòng Kinh tế - Kế hoạch Liên hiệp Các xí nghiệp thủy sản Cửu Long.
- Từ tháng 10/1991 đến tháng 5/1992: Trưởng phòng Kế hoạch Sở Thủy sản Cửu Long.
- Từ tháng 5/1992 đến tháng 4/1995: Chuyên viên Văn phòng Ủy ban nhân dân tỉnh Trà Vinh.
- Từ tháng 5/1995 đến tháng 10/1998: Phó Chánh Văn phòng Ủy ban nhân dân tỉnh Trà Vinh.
- Từ tháng 10/1998 đến tháng 4/2001: Chánh Văn phòng Ủy ban nhân dân tỉnh Trà Vinh.
- Từ tháng 5/2001 đến 4/2005: Chánh Văn phòng Hội đồng nhân dân và Ủy ban nhân dân tỉnh Trà Vinh.
- Từ tháng 4/2005 đến tháng 5/2008: Tỉnh ủy viên, Chánh Văn phòng Ủy ban nhân dân tỉnh Trà Vinh.
- Từ tháng 5/2008 đến tháng 11/2010: Tỉnh ủy viên, Giám đốc Sở Thông tin và Truyền thông Trà Vinh.
- Từ tháng 11/2010 đến tháng 11/2011: Tỉnh ủy viên, Giám đốc Sở Tài chính Trà Vinh.
- Từ tháng 11/2011 đến tháng 10/2012: Tỉnh ủy viên, Phó Chủ tịch Ủy ban nhân dân tỉnh Trà Vinh.
- Từ tháng 10/2012 đến tháng 02/2013: Tỉnh ủy viên, Bí thư Huyện ủy Trà Cú, tỉnh Trà Vinh.
- Từ tháng 3/2013 đến tháng 7/2013: Ủy viên Thường vụ Tỉnh ủy, Bí thư Huyện ủy Trà Cú, tỉnh Trà Vinh.
- Từ tháng 8/2013 đến tháng 12/2013: Ủy viên Thường vụ Tỉnh ủy, Phó Chủ tịch Ủy ban nhân dân tỉnh Trà Vinh.
- Từ tháng 01/2014 đến tháng 10/2020: Phó Bí thư Tỉnh ủy, Chủ tịch Ủy ban nhân dân tỉnh Trà Vinh.
- Ngày 5/11/2020, HĐND tỉnh Trà Vinh khóa IX họp bầu Chủ tịch UBND tỉnh Trà Vinh, nhiệm kỳ 2016-2021; miễn nhiệm để ông nghỉ hưu.[1]